# Havet omkring Danmark (dokumentarfilm fra 1936)
 For alternative betydninger, se Havet omkring Danmark. (Se også artikler, som begynder med Havet omkring Danmark)
Havet omkring Danmark er en dansk dokumentarfilm fra 1936, der er instrueret af Herman Erasmi Sørensen efter manuskript af Niels Grunnet.

## Handling
17.000 fiskekuttere fanger for 65 mio. kr. årligt. Kort over Danmark med fiskepladser. Esbjergs kuttere sejler ud. En armada af små fartøjer. Danske fiskere kommer overalt i Nordsøen (kort). Nogle sejler til Færøerne, Island og Grønland. Mange grønlændere bruger gamle metoder, blandt andet isfangst. Men moderne teknik bruges også af grønlænderne, nemlig i torskefiskeri. Inspektionsskibet Ingolf. På Færøerne er hvalfangst den primære indtægtskilde. Torsk klargøres straks til nedsaltning. Torsk soltørres på Færøerne og stakkes til eksport (klipfisk).
Vesterhavet: snurrevod sættes ud og røgtes. Fiskere sejler til engelske havne med fisk. Fiskene smides på kajen. Det danske sømandshjem i Grimsby. Radiovejrmelding fra Blåvand Fyr. Redningsdamperen. Kertemindes flåde står til søs. Røgning af bornholmske sild på røgeri. Strygning af rejer. Bundgarn langs kysten. Makrel fiskes. Fiskeri efter dybvandsreje. Østers skrabes. Tunfiskeri (sportsfiskeri) i Øresund.
Charlottenlund Slot (Havundersøgelser). Omplantning af rødspætter fra Vesterhavet til de indre farvande. Mærkning af rødspætter. Danske biologer er højt ansete. Dr. Blegvads fiskekutter brugt i Persien. Dansk fiskekonserves berømt for sin gode kvalitet. Danske dambrugsørreder spises overalt i Europa. Fisk levende eller iset sendes til England. Filettering på fabrik. Damfisk sælges i Berlin, London, Paris, Wien, Prag, Schweiz og Rom.